# Johannes Wamser
Johannes Wamser (* 4. Dezember 1974 in Bergisch Gladbach) ist ein deutscher Sachbuchautor und Indien-Spezialist. Er publiziert speziell zu Indien, ist Referent bei Indienfachveranstaltungen und Mitherausgeber der Schriftenreihe Asien – Wirtschaft und Entwicklung.

## Leben
Wamser absolvierte von 1996 bis 2001 ein Studium an der Ruhr-Universität Bochum in Wirtschaftsgeographie. Zwischen 2002 und 2005 arbeitete er an seiner Dissertation: Standort Indien – Der Subkontinentalstaat als Markt und Investitionsziel deutscher Unternehmen. 2005 erhielt er den Ruth-Massenberg-Preis sowie den Pfau-Förderpreis des Landes NRW. Seit 2006 ist Wamser als Geschäftsführer eines Beratungsunternehmens und weiterhin als Fachautor zu Indien tätig.

## Publikationen
- J. Wamser, W. Bergthaler, M. Batra, W. Heesen, K. Echle: Unternehmensführung Indien: Das Managementhandbuch für die Praxis. Bochum, 2018
- J. Wamser, P. Sürken, M. Batra: Indien. Ein Reiseführer für die "Business-Class". 3. aktualisierte Auflage Stuttgart, 2012
- J. Wamser, P. Sürken: Wirtschaftspartner Indien. Ein Managementhandbuch. 2. vollständig überarbeitete Neuauflage Stuttgart, 2011
- J. Wamser, P. Sürken, M. Batra: Indien. Ein Reiseführer für die "Business-Class". 2. ergänzte Neuauflage Stuttgart, 2009
- J. Wamser: Standort Indien. Der Subkontinentalstaat als Markt und Investitionsziel ausländischer Unternehmen. In: Schriftenreihe Asien – Wirtschaft und Entwicklung Münster, 1, 2005
- J. Wamser, D. Bronger: Indien – China. Vergleich zweier Entwicklungswege. In: Schriftenreihe Asien – Wirtschaft und Entwicklung, Münster, 2, 2005
- J. Wamser: Mumbai – Standort für deutsche Firmen? Analyse und Bewertung der indischen Megastadt Bombay als 'globales' Investitionsziel deutscher Firmen. In: Materialien zur Raumordnung, Band 60. Bochum 2002